# Джованьини, Валентина
Валентина Джованьини (итал. Valentina Giovagnini, 6 апреля 1980, Ареццо, Тоскана, Италия — 2 января 2009, Сиена, Тоскана, Италия) — итальянская певица.

## Биография
Джованьини поступила в музыкальную школу в Ареццо. Там она стала изучать пение, игру на пианино и флейте. По мере её обучения проявился интерес к средневековой культуре и кельтской музыке.
В 2001 году она познакомилась и начала совместно работать с продюсером Давидом Пинелли, а также совместно с автором Винченцо Инченцо.
В этом же году Джованьини записывает и выпускает свой первый сингл «Dovevo dire di no», который не приносит успеха, но необходим для участия в фестивале итальянской песни (Фестиваль Сан-Ремо), который состоялся в следующем году.
В 2002 году Джованьини принимает участие в фестивале итальянской песни (Фестиваль Сан-Ремо) с композицией «Il passo silenzioso della neve» от Давидом Пинелли и Винченцо Инченцо. Она занимает второе место в номинации «Молодые таланты» вслед за победителем Анной Татанжело.
15 марта того же года она выпускает свой дебютный альбом под названием «Creatura nuda». Летом принимает участие в Festivalbar с композицией «Senza origine». После этого она отправляется в турне по всей Италии.
30 мая 2003 года был выпущен очередной сингл «Non piango più», который был объявлен последней работой над дискографией.
Весной 2004 года она отправляется во второе длительное турне.
15 ноября 2008 года во время трансляции передачи «Sabato & Domenica Village» (рус. Суббота и Воскресение Села) по телеканалу Rai Uno, Джованьини утверждает, что работает над новым альбомом.

## Смерть
2 января 2009 года певица была госпитализирована в больницу города Сиены в тяжёлом состоянии из-за травм, полученных в дорожно-транспортном происшествии в 15:30 между Поццо-делла-Кьяна (ит.) и Фояно-делла-Кьяна неподалёку от деревни Санта-Луче. Было принято решение транспортировать её в больницу Сиены. Джованьини скончалась ночью несмотря на все попытки врачей спасти ей жизнь.
На панихиде и похоронах, которые происходили в её родном городе, собралось более 2000 человек.

## Посмертный альбом
15 мая 2009 года был выпущен посмертно второй альбом Джованьини, получивший название «L’amore non ha fine» (с итал. — «У любви нет конца»). Диск был выпущен на лейбле Edel Music.
Альбом включает в себя 12 треков + 2 «призрак» трека, которые очень просили включить члены семьи Джованьини. Вырученные от продаж деньги пойдут на финансирование некоммерческой ассоциации, посвящённой памяти Валентины Джованьини.

## Национальная премия имени Валентины Джованьини
Для многих поклонников её творчества трагическая гибель стала ударом.
В честь Валентины Джованьини была учреждена национальная премия для молодых талантов. Её вручение впервые прошло 5 и 6 сентября 2009 года в Поццо-делла-Кьяна, на родине Джованьини. Вырученные деньги пойдут в фонд «Valentina Giovagnini Onlus» занимающейся гуманитарной деятельностью.

## Дискография

### Альбомы
- 2002 — Creatura nuda
- 2009 — L'amore non ha fine

### Синглы
- 2001 — Dovevo dire di no (il traffico dei sensi)
- 2002 — Il passo silenzioso della neve / Dovevo dire di no (il traffico dei sensi) / Accarezzando a piedi nudi le colline di Donegal / Il passo silenzioso della neve (base)
- 2002 — Senza origine (Promo — Radio)
- 2002 — Creatura nuda (Promo — Radio)
- 2003 — Non piango più / Voglio quello che sento / Non piango più (strumentale)
- 2009 — L’amore non ha fine (Promo — Radio)